# Nation Taykwa Tagamou
La Nation Taykwa Tagamou (en cri : ᑕᐟᑾ ᑕᑲᒪᐤ ᐃᓂᓂᐗᐠ ; tatkwa takamaw ininiwak ; en anglais : Taykwa Tagamou Nation), anciennement connue sous le nom de Première Nation de New Post, est une Première Nation (au sens de « bande indienne ») crie dont la réserve principale, New Post 69A, est située dans le district de Cochrane en Ontario, au Canada, le long de la rivière Abitibi à 14 kilomètres au sud-est de la ville de Cochrane. En mars 2012, leur population totale enregistrée était de 440 personnes, dont 123 personnes vivaient dans leurs propres réserves.
Une deuxième réserve, New Post 69, inhabitée, est située à environ 88 kilomètres au nord-ouest de Cochrane. 

## Gouvernance
La Nation est gouvernée par un système électoral coutumier, dans lequel un chef et quatre conseillers sont élus pour un mandat de quatre ans. À partir de 2021, le conseil se compose du chef réélu Bruce Archibald, du chef adjoint Derek T. Archibald et des conseillers William Archibald, George Ross, Melissa Archibald et Stanley Sutherland. Le conseiller jeunesse est Jamal Gagnon. Leur mandat se termine vers le 12 octobre 2025. 
En tant que signataire du Traité 9, la Première Nation est membre du Conseil Mushkegowuk, un conseil des chefs régional apolitique, et de la Nation Nishnawbe Aski, une organisation politique tribale représentant la plupart des Premières Nations du nord de l'Ontario.

## Réserves
La Nation Taykwa Tagamou possède deux réserves mises à sa disposition par le gouvernement fédéral :
- New Post 69, d'une superficie de 2 072 hectares (49°53′07″N 81°21′04″W / 49.885344°N 81.35107°W)
- New Post 69A, d'une superficie de 116,80 hectares et qui constitue la principale réserve de la Nation (49°00′33″N 80°50′15″W / 49.009276°N 80.83746°W)